# 타카하시 마코토
타카하시 마코토(일본어: 高橋真琴, 1934년 8월 27일 ~ 2024년 11월 17일)는 일본의 화가, 일러스트레이터, 만화가이다. 마코토의 소녀 만화 작품은 해당 장르의 미적 스타일에 큰 영향을 미친 것으로 유명하다.

## 생애
1934년 오사카시 스미요시구에서 3명 형제의 장남으로서 태어났다. 1950년(쇼와 25년) 오사카 시립 이즈미 공업 고등학교 색염과에 입학했다.
1953년(쇼와 28년), 에노모토 법령관에서 『노예의 여왕』에서 대본 만화로 데뷔했다.
2024년 11월 17일, 식도위접합부의 암으로 인해 90세 나이로 사망했다.